# Wikstroemia sinoparviflora
Wikstroemia sinoparviflora är en tibastväxtart som beskrevs av Yin Z.Wang och M.G.Gilbert. Wikstroemia sinoparviflora ingår i släktet Wikstroemia och familjen tibastväxter. Inga underarter finns listade i Catalogue of Life.